# Meripilus
Meripilus P. Karst. (wachlarzowiec) – rodzaj grzybów z rodziny wachlarzowcowatych (Meripilaceae). W Polsce występuje tylko jeden gatunek – wachlarzowiec olbrzymi

## Charakterystyka
Grzyby nadrzewne, saprotroficzne, poliporoidalne. Bazydiokarpy roczne, zwykle wyrastające dachówkowato w zbitych kępach z krótkiego trzonu lub podstawy. Powierzchnia brązowa z promienistymi, gładkimi liniami i przeważnie ze strefami koncentrycznymi. Powierzchnia porów biała, ciemniejąca po dotknięciu lub wysuszeniu, pory małe, rurki białe i krótkie. Kontekst biały i włóknisty. System strzępkowy monomityczny, strzępki generatywne z prostymi przegrodami. Cystyd brak. Bazydiospory półkuliste, cienkościenne, gładkie, szkliste, w odczynniku Melzera nieamyloidalne. Rozwijają się na drewnie, często z zakopanych korzeni lub w pobliżu pni, powodując białą zgniliznę drewna.
Jest to charakterystyczny rodzaj, łatwo rozpoznawalny w terenie przez duże owocniki i liczne wiotkie lub łopatkowate, brązowawe kapelusze wyrastające ze wspólnej podstawy lub krótkiego trzon. Prawdopodobnie jest spokrewniony z rodzajem Grifola, która odróżnia się dimitycznym systemem strzępkowym i sprzążkami na strzępkach generatywnych.

## Systematyka i nazewnictwo
Pozycja w klasyfikacji według Index Fungorum: Meripilaceae, Polyporales, Incertae sedis, Agaricomycetes, Agaricomycotina, Basidiomycota, Fungi.
Takson utworzył Petter Adolf Karsten w 1882 r. Synonim naukowy Flabellopilus Kotl. & Pouzar.
Polską nazwę podał Władysław Wojewoda w 1999 r. W polskim piśmiennictwie mykologicznym rodzaj ten opisywany był też jako żagiew lub flagowiec.
Gatunki:
- Meripilus applanatus Corner 1984
- Meripilus giganteus (Pers.) P. Karst. 1882 – wachlarzowiec olbrzymi
- Meripilus lobatus (Schrad.) P. Karst. 1882[5]
- Meripilus maculatus Corner 1984
- Meripilus sumstinei (Murrill) M.J. Larsen & Lombard 1988
- Meripilus tropicalis Guzmán & Pérez-Silva 1975
- Meripilus villosulus Corner 1984

Wykaz gatunków (nazwy naukowe) na podstawie Index Fungorum. Nazwy polskie według Władysława Wojewody.